# Carlo Maratta

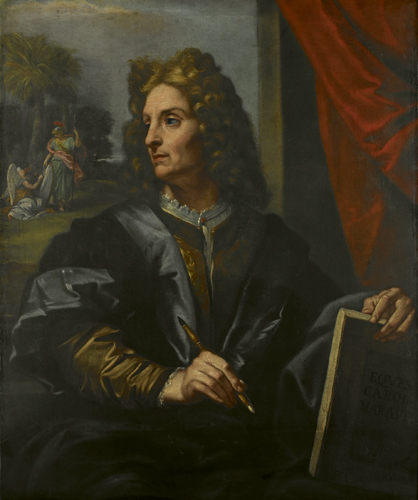
Autorretrato de Maratta. Museos reales de Bellas Artes de Bélgica.

Carlo Maratta o Maratti (Camerano, 15 de mayo de 1625-Roma, 15 de diciembre de 1713) fue un pintor italiano y restaurador del "alto barroco" (barroco final), que trabajó principalmente en Roma. 
Figura clave de la segunda mitad del siglo XVII, fue considerado en vida como el pintor más celebrado de su tiempo. Es conocido principalmente por sus pinturas clasicistas ejecutadas a la manera clásica del barroco tardío. Aunque se inscribe en la tradición clásica que arranca de Rafael, no estuvo exento de la influencia de la pintura barroca y, en particular, en el uso del color. Aun así, representó una pintura de estilo sobrio y mesurado, opuesta al barroco decorativo de Pietro da Cortona o Luca Giordano. Su contemporáneo y amigo, Giovanni Bellori, escribió una temprana biografía sobre él.
Durante el período neoclásico su arte fue, en general, muy criticado por su tarea de tratar de conciliar las dos tendencias opuestas de barroco y clasicismo, lo que hizo que cayera en el olvido, hasta que en el siglo XX se le redescubrió su valor.

## Biografía
Nació en Camerano, cerca de Ancona (región de Las Marcas). Desde niño mostró gran facilidad para el dibujo, y a los once años de edad viajó a Roma. Ingresó como aprendiz en el estudio de Andrea Sacchi, donde permanecería durante 22 años, y todavía después proseguirían su amistad. Testimonio de ello es un retrato que Maratta hizo de su maestro (Madrid, Museo del Prado). 
Sacchi, discípulo de Francesco Albani, orientó a Maratta hacia el estudio de Rafael, Correggio y Annibale Carracci, influencias que Maratta fusionaría con otras de la escuela veneciana. 
Tras un breve regreso a su tierra natal, Maratta volvió a Roma en 1650 y fue presentado por el gobernador de Ancona, el cardenal Albrizio, al papa Alejandro VII, que le encargaría pinturas para iglesias romanas y para la catedral de Siena. De la Huida a Egipto, conservada en esta última, existe una réplica de formato reducido en el Museo del Prado. 

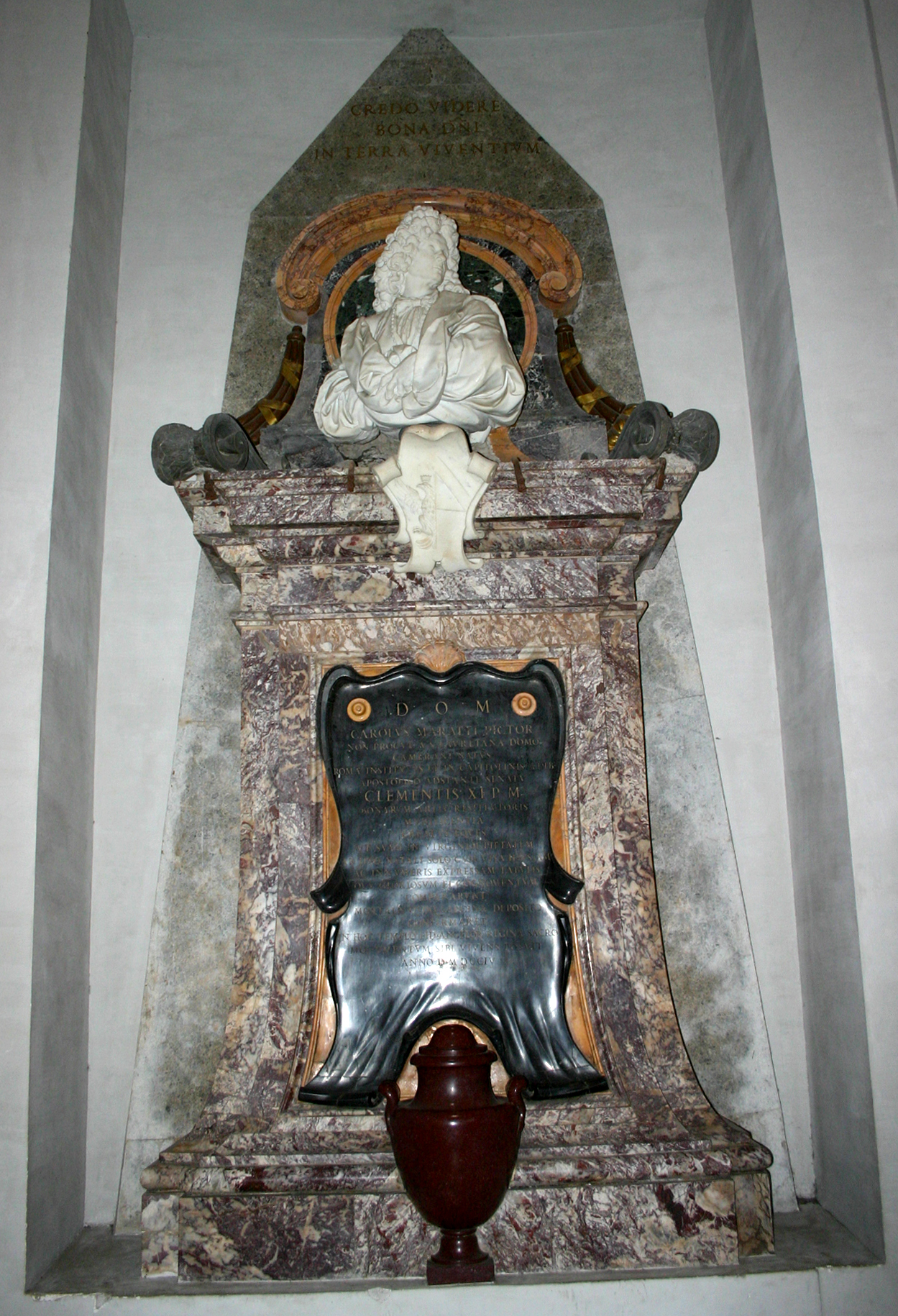
Tumba de Maratta en la basílica de Santa Maria degli Angeli e dei Martiri, Roma. Fue diseñada por él mismo.

Al apoyo de Giovanni Bellori, teórico de arte y amigo de Poussin, debió Maratta su primer gran encargo: los frescos en Sant´Isidoro a Capo le Case de Roma (1652).
Maratta ingreso en la Accademia di San Luca de Roma en 1662. Trabajó al servicio de los papas Inocencio XII y Clemente IX, a quien retrató (1669) copiando el esquema del Inocencio X pintado por Velázquez. Se le encomendó la restauración de los frescos de las Estancias de Rafael.
Pintó en 1686 una famosa Asunción de la Virgen para Santa María del Popolo en Roma. Su labor como fresquista incluye ciclos decorativos en Frascati (la Villa Falconieri) y en Roma (el Palacio Altieri). Entre sus retratos, muy estimados, se puede mencionar el de André Le Nôtre, diseñador de los jardines de Versalles (h. 1679; Palacio de Versalles). Pero el grueso de su producción es pintura religiosa. De ello es ejemplo la Virgen dando de mamar al Niño de la Casa de Alba (Madrid, Palacio de Liria).
Fallecidos Bernini y Pietro da Cortona, Maratta se convirtió en líder de la pintura romana. Una de sus obras más importantes es una pintura de Constantino destruyendo los ídolos para el Baptisterio de Letrán. Esta obra incrementó la fama de Maratta en la Santa Sede. Fue nombrado Caballero de la Orden de Cristo por Clemente XI en 1704, y primer pintor por Luis XIV de Francia el mismo año. 
Su faceta como grabador, aunque importante, parece limitarse a sus años juveniles, antes de 1660. Grabó frescos que admiraba como La expulsión de Heliodoro del templo de Rafael y La flagelación de san Andrés de Domenichino. También grabó una serie de imágenes de diseño propio sobre La vida de la Virgen. También trabajó la arquitectura, diseñando diversas construcciones. Incluso trazó su propia tumba, dentro de un barroquismo más bien exuberante.
Su obra pictórica se singulariza por su aspecto sólido, sobrio y noble, contrapuesto al efectismo un tanto frívolo del barroco decorativo. Sin embargo, se achaca a Maratta su gusto excesivo por los detalles accesorios, y cierta debilidad en el tratamiento de los paños.
Maratta murió en Roma el 15 de diciembre de 1713. Poseedor de una buena colección de arte, en 1722 ésta sería puesta a la venta por su hija Faustina Maratta, siendo casi la mitad de ella, 124 pinturas de las más de 270 que había en el inventario, comprada por Felipe V de España e Isabel de Farnesio. Entre las piezas que atesoró, destacan pinturas de Giovanni Bellini, los Carracci, Guido Reni y de su maestro Sacchi.

## Obras destacadas

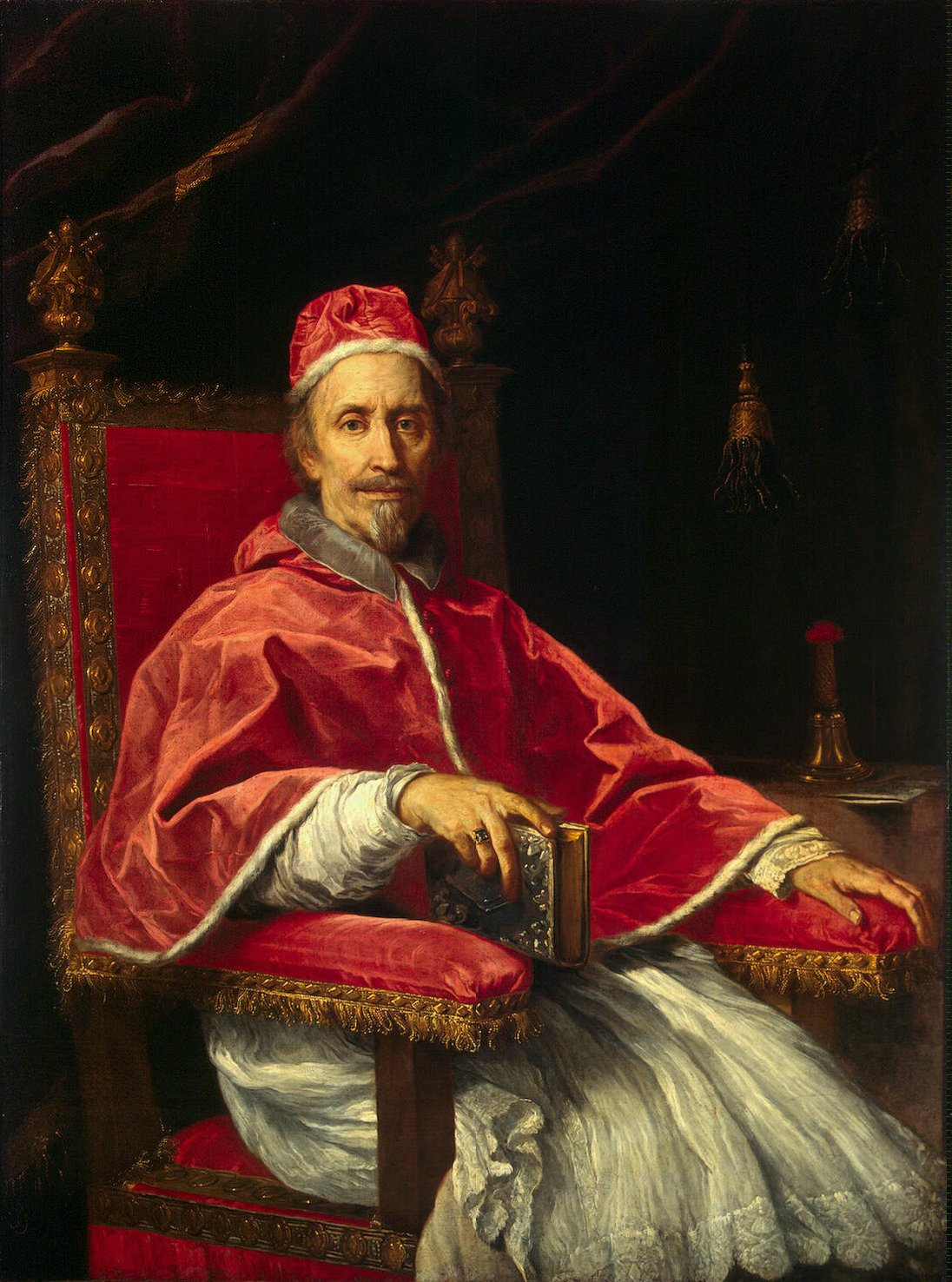
El papa Clemente IX, 1669 (Ermitage de San Petersburgo).
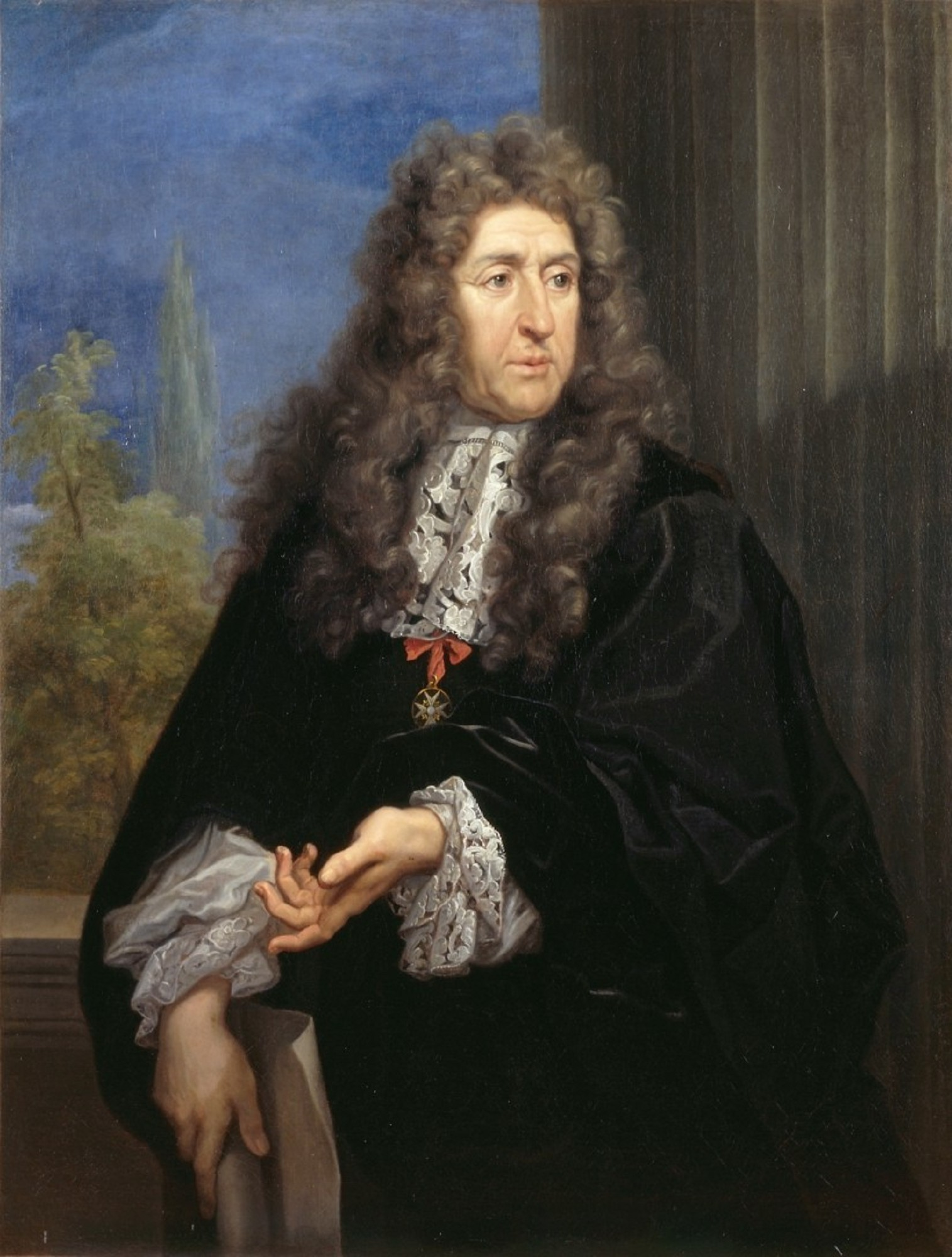
Retrato de André Le Nôtre, h. 1679 (Palacio de Versalles.)
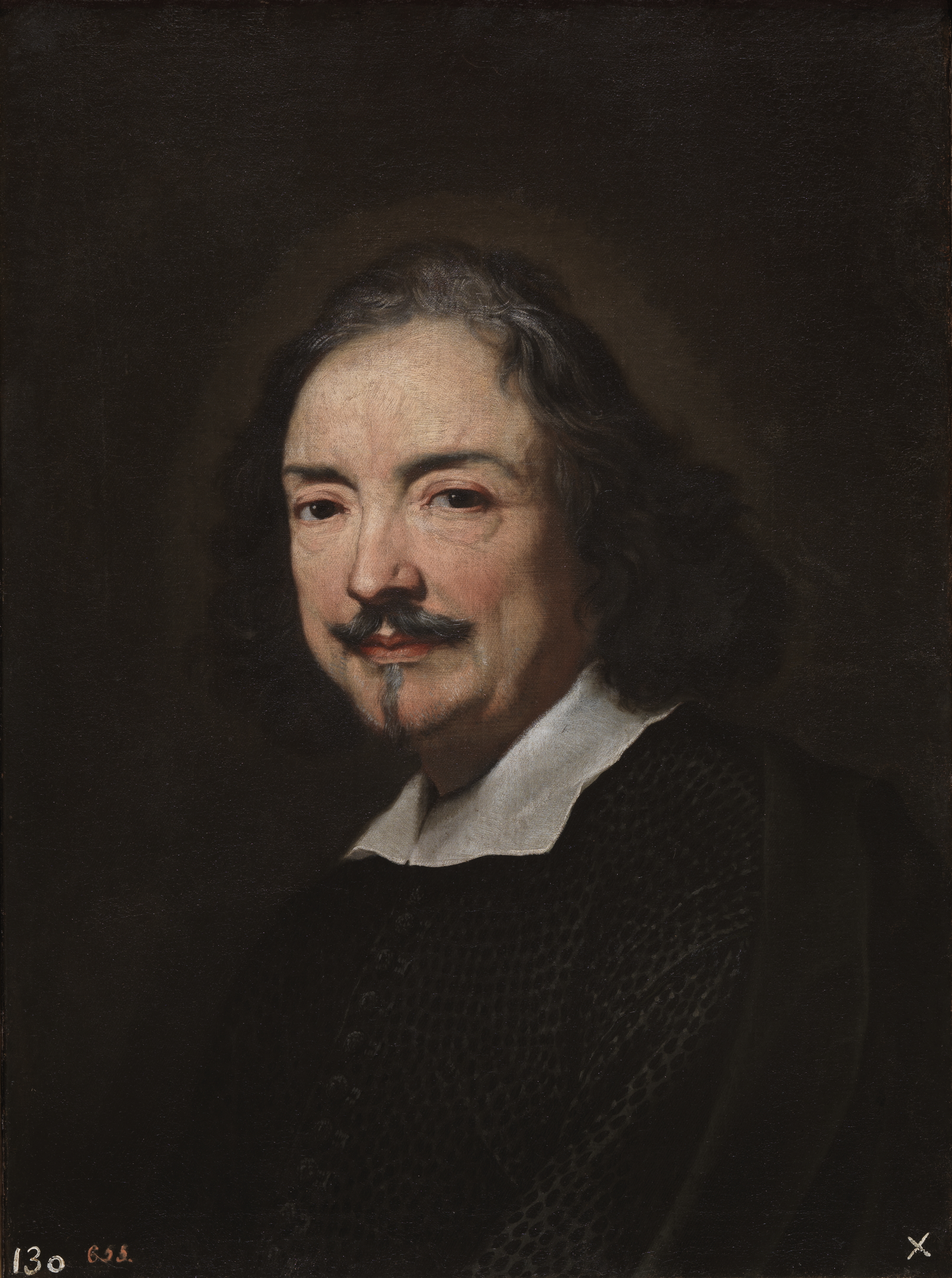
El pintor Andrea Sacchi, c. 1661, (Museo del Prado.)
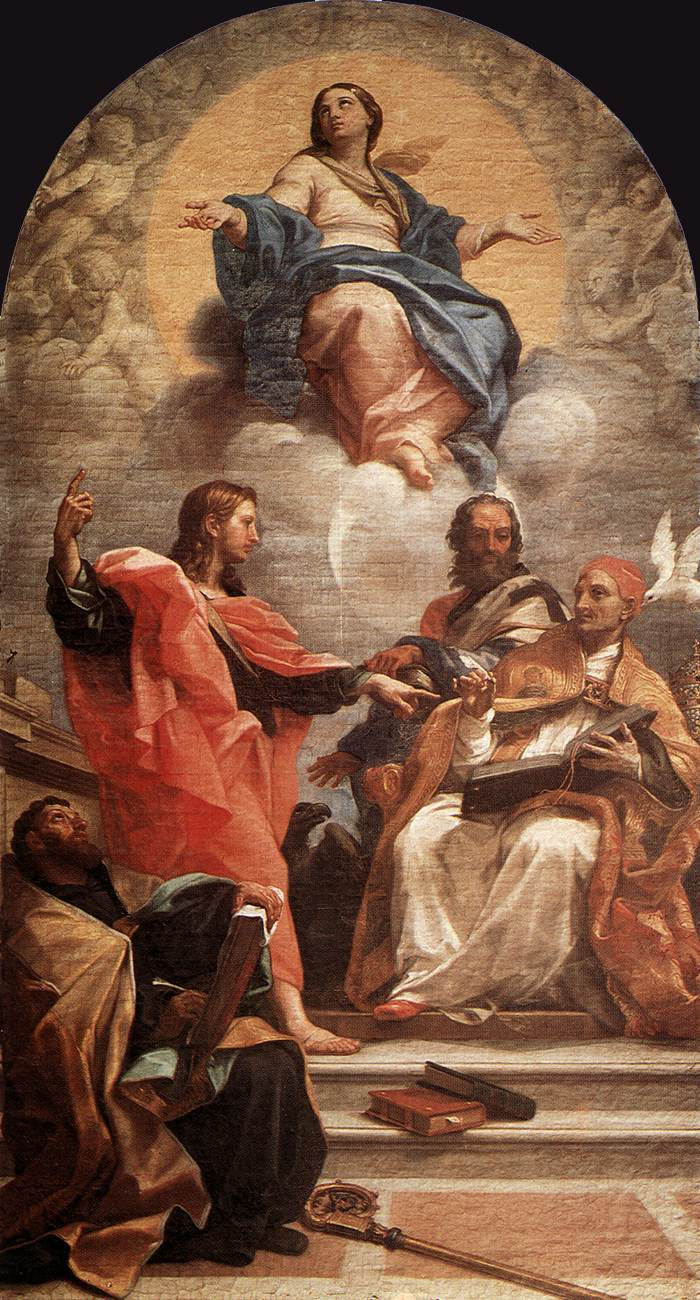
La Asunción de la Virgen, 1686 (iglesia de Santa Maria del Popolo.)
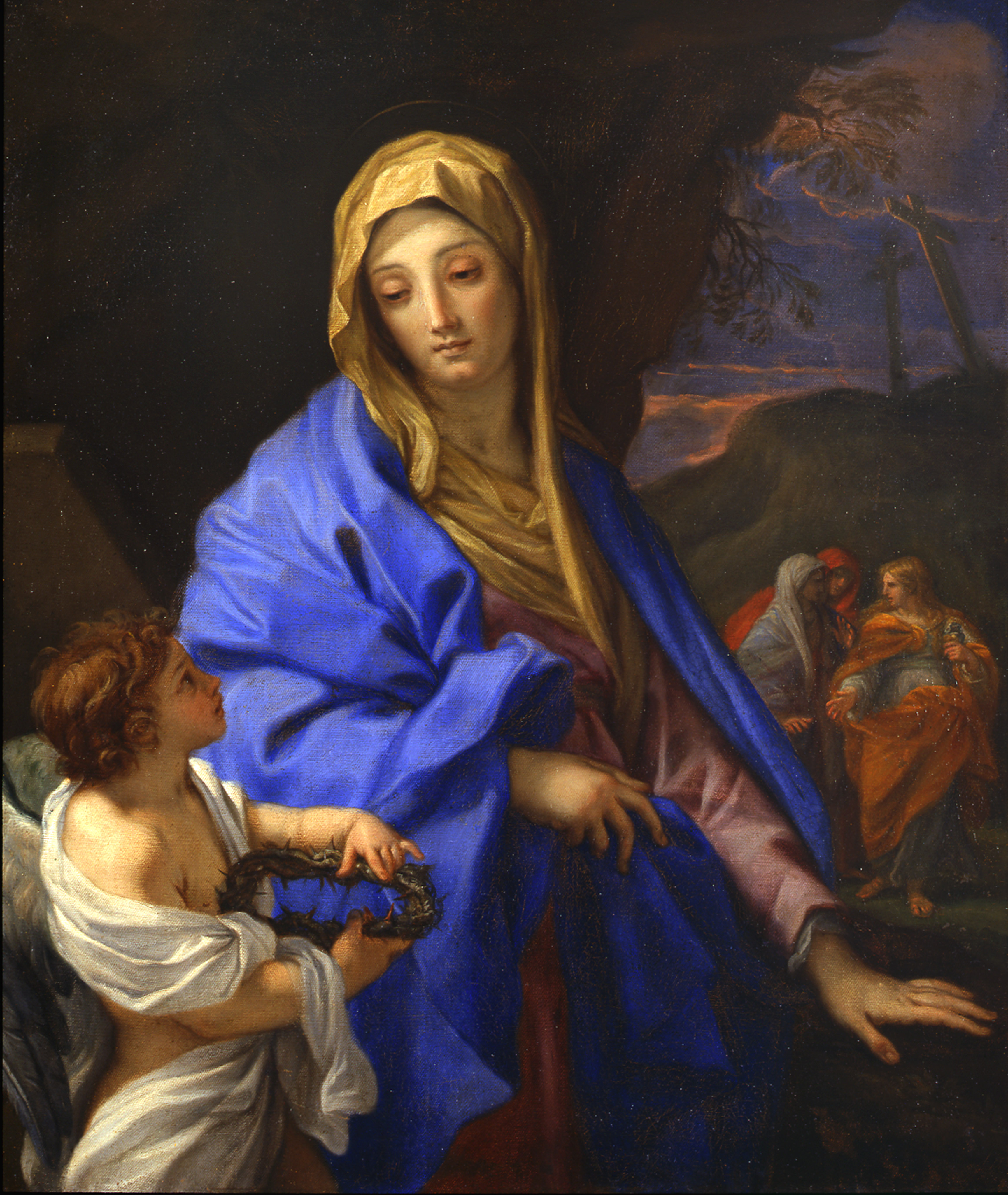
Visita al sepulcro con la Virgen y las tres Marías, colección privada.
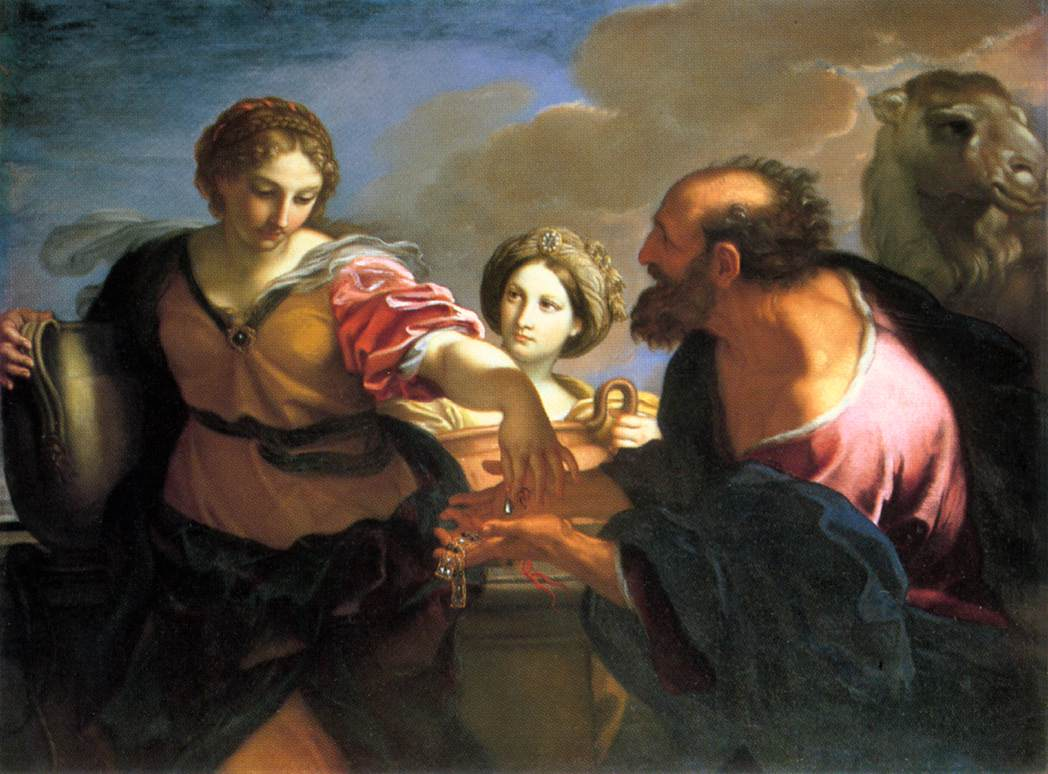
Rebeca y Eliezer junto al pozo, Indianapolis Museum of Art.